# Lac du Poète (rivière Mégiscane)
Pour les articles homonymes, voir Poète (homonymie) et Lac du Poète.
Le lac du Poète est un plan d'eau douce devenu le « Réservoir du Poète », situé à l’Ouest du réservoir Gouin, dans le territoire de la ville de La Tuque, dans la région administrative de la Mauricie, dans la province de Québec, au Canada. Ce lac s’étend entièrement dans le canton de Poisson.
Ce lac qui fait partie du cours naturel de la rivière Mégiscane et recueille par dérivation artificielle les eaux de la rivière Suzie. Il est réputé grâce au barrage de la Mégiscane, aménagé à son embouchure. Ce barrage a été érigé en 1954 pour détourner le courant de la rivière Suzie et de la partie supérieure de la rivière Mégiscane vers le canal Mégiscane dirigeant le courant vers l'Est pour rejoindre le réservoir Gouin, alimentant ainsi davantage en aval les centrales hydroélectriques en aval sur la rivière Saint-Maurice.
L’hydroélectricité constitue la principale activité économique du secteur. La foresterie et les activités récréotouristiques, en second.
Le bassin versant du lac du Poète est desservi du côté Nord par une route forestière (sens Est-Ouest) desservant le barrage de la Mégiscane, ainsi que par la route forestière R1009 (sens Nord-Sud) desservant la partie Ouest du réservoir Gouin.
La surface du lac du Poète est habituellement gelée de la mi-novembre à la fin avril, toutefois la circulation sécuritaire sur la glace se fait généralement du début décembre à la fin de mars. Ce plan d'eau est de type nivo-pluvial ; le niveau de l'eau varie selon le déversoir auxiliaire à l'Est du lac du Poète et le déversoir du barrage de la Mégiscane.

## Géographie
Les principaux bassins versants voisins du lac du Poète sont :
- côté nord : rivière Mégiscane, lac Rivas, lac de la Tête (rivière Mégiscane), rivière Berthelot (rivière Mégiscane) ;
- côté est : baie Adolphe-Poisson, baie Mattawa, baie Saraana, lac du Mâle (réservoir Gouin) ;
- côté sud : rivière Mégiscane, ruisseau Provancher, lac Chassaigne ;
- côté ouest : lac Brécourt, rivière Suzie, rivière Mégiscane, rivière Kekek, rivière Serpent (rivière Mégiscane).

Barrage à l'embouchure naturelle du lac
Le barrage de la Mégiscane en béton-gravité d'Hydro-Québec a été aménagé en 1954, puis modifié entre 1992 et 1994. Il comporte un ensemble de cinq infrastructures (dont deux digues et trois barrages). D'une longueur de 221 m et d'une hauteur de 9,6 m, ce barrage peut retenir jusqu'à 49 millions de mètres cubes d'eau.
Barrage du déversoir auxiliaire
À la suite de la construction du barrage de l'embouchure du lac et du déversoir auxiliaire, le « lac du Poète » épousa sa forme actuelle ressemblant à un hippocampe regardant vers le Sud-Est. Le déversoir a une longueur de 44 m et une hauteur de 2,6 m. Ce barrage est conçu de type « Till » (en terre). Ce lac qui retient les eaux d’un réservoir de 180 ha a pour but de mieux gérer les niveaux d’eau en aval pour l’hydroélectricité.
D’une longueur de 4,0 km, le lac du Poète recueille dans sa partie Sud les eaux de la rivière Mégiscane et du côté Ouest les eaux de la rivière Suzie via le canal venant du lac Brécourt.
L’embouchure naturelle du « lac du Poète » est localisée au Nord-Ouest du lac, où le barrage de la Mégiscane a été aménagé, soit à :
- 1,6 km à l’Ouest de l’embouchure artificielle du « lac du Poète », menant au Lac Martin ;
- 4,2 km à l’Ouest de l’embouchure du deuxième canal de dérivation (confluence avec la baie Piciw Minikanan) ;
- 14,0 km au Sud-Ouest de l’embouchure de la baie Adolphe-Poisson (confluence avec le lac du Mâle (réservoir Gouin)) ;
- 29,0 km au Sud-Ouest de la sortie de la passe Kaopatinak laquelle sépare en deux le lac du Mâle (réservoir Gouin) ;
- 49 km au Sud-Ouest du centre du village de Obedjiwan lequel est situé sur une presqu’île de la rive Nord du réservoir Gouin ;
- 104,7 km à l’Ouest du barrage Gouin ;
- 141,1 km à l’Ouest du centre du village de Wemotaci (rive Nord de la rivière Saint-Maurice) ;
- 230 km au Nord-Ouest du centre-ville de La Tuque ;
- 322 km au Nord-Ouest de l’embouchure de la rivière Saint-Maurice (confluence avec le fleuve Saint-Laurent à Trois-Rivières)[3].

À partir de l’embouchure artificielle du « lac du Poète », le courant coule sur 133,8 km jusqu’au barrage Gouin, selon les segments suivants :
- 1,4 km vers le Sud-Est en empruntant le premier canal de dérivation, jusqu’à la rive Ouest du lac Martin ;
- 1,7 km vers le Nord-Est en traversant le lac Martin (longueur : 3,4 km ; altitude : 405 m) ;
- 250 m vers l’Est en empruntant le deuxième canal de dérivation, jusqu’à la rive Ouest de la baie Piciw Minikanan ;
- 10,9 km vers le Nord-Est en traversant la baie Piciw Minikanan, la baie Adolphe-Poisson, jusqu’à son embouchure ;
- 37,6 km vers le Nord-Est en traversant le lac du Mâle (réservoir Gouin), puis vers l’Est en traversant le lac Bourgeois (réservoir Gouin) et le lac Toussaint (réservoir Gouin) jusqu’au Sud de la presqu’île du village d’Obedjiwan ;
- 81,9 km vers l’Est, en traversant notamment le lac Marmette (réservoir Gouin), puis vers le Sud-Est en traversant notamment le lac Brochu (réservoir Gouin), puis vers l’Est en traversant la baie Kikendatch, jusqu’au barrage Gouin.

À partir de ce barrage, le courant emprunte la rivière Saint-Maurice jusqu’à Trois-Rivières où il se déverse sur la rive Nord du fleuve Saint-Laurent.

## Toponymie
Dans la toponymie québécoise, il existe trois toponymes « lac du poète ».
Le toponyme "Lac du Poète " a été officialisé le 5 décembre 1968 par la Commission de toponymie du Québec, soit à la création de cette commission.